# Milledgeville, Ohio
Milledgeville là một làng thuộc quận Fayette, tiểu bang Ohio, Hoa Kỳ. Năm 2010, dân số của làng này là 112 người.

## Dân số
- Dân số năm 2000: 122 người.
- Dân số năm 2010: 112 người.